# Титовська сільська рада
| Титовська сільська рада — колишній орган місцевого самоврядування у Більмацькому районі Запорізької області з адміністративним центром у с. Титове. Водоймища на території, підпорядкованій даній раді: р. Берда. Сільській раді підпорядковані населені пункти: - с. Титове |

## Склад ради
Рада складається з 12 депутатів та голови.

### Керівний склад ради
| ПІБ                         | Основні відомості                                                 | Дата обрання | Дата звільнення |
| --------------------------- | ----------------------------------------------------------------- | ------------ | --------------- |
| Шебеда Тетяна Володимирівна | Сільський голова, 1962 року народження, освіта, позапартійна      | 26.03.2006   | 31.10.2010      |
| Шебеда Тетяна Володимірівна | Сільський голова, 1962 року народження, освіта вища, позапартійна | 31.10.2010   |                 |

Примітка: таблиця складена за даними джерела